# كلود آر. كيرك
كلود آر. كيرك (بالإنجليزية: Claude R. Kirk Jr.)‏ (و. 1926 – 2011 م) هو ضابط، وسياسي، وشخصية أعمال أمريكي، ولد في سان بيرناردينو، كاليفورنيا، كان عضوًا في الحزب الجمهوري، وكان عضوًا في الحزب الديمقراطي، توفي في ويست بالم بيتش، عن عمر يناهز 85 عاماً.

## مناصب
تولى منصب حاكم ولاية فلوريدا ‏ (3 يناير 1967–5 يناير 1971)
.

## التعليم
تعلم في جامعة ديوك، وتعلم في جامعة إيموري، وتعلم في كلية الحقوق في جامعة ألاباما ‏، وتعلم في Sidney Lanier High School ‏
.

## الخدمة العسكرية
خدم في قوات مشاة بحرية الولايات المتحدة.